# Goniolimon dshungaricum
Goniolimon dshungaricum är en triftväxtart som först beskrevs av Eduard August von Regel, och fick sitt nu gällande namn av Olga Alexandrovna Fedtschenko och Boris Fedtjenko. Goniolimon dshungaricum ingår i släktet Goniolimon och familjen triftväxter. Inga underarter finns listade i Catalogue of Life.